# ایریک کوالفوس
ایریک کوالفوس (انگلیسی: Eirik Kvalfoss؛ زادهٔ ۲۵ دسامبر ۱۹۵۹) ورزشکار دوگانه اهل نروژ بود.